# Космічна медицина
Космічна медицина — сукупність  медичних наук, що займаються медичними, біологічними, інженерними та іншими науковими дослідженнями, метою яких є забезпечення безпеки і оптимальних умов існування людини при  пілотованому космічному польоті або у відкритому  космосі.

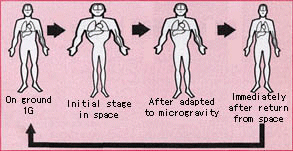
Розподіл рідини в організмі при впливі мікрогравітації.

Космічна медицина охоплює такі сфери:
- Системи життєзабезпечення
- Радіобіологія
- Космічна біологія